# ثيودور فايسنبرغر
ثيودور فايسنبرغر (21 ديسمبر 1914 - 11 يونيو 1950) طيارًا عسكريًا لللوفتفافه الألماني أثناء الحرب العالمية الثانية، وكان أحد المقاتلين الذين نجو من الحرب مع 208 انتصارا جوي مؤكد و33 أسقاط محتمل خلال مجموع 375 مهمة قتالية وتوفي في حادث سيارة خلال حادث سباقات في 11 يونيو 1950 في نوربورغرينغ. تمت معظم انتصاراته بالقرب من المحيط المتجمد الشمالي في القطاع الشمالي للجبهة الشرقية، لكنه حقق أيضًا على 33 انتصارًا على الجبهة الغربية. حقق ثمانية من هذه الانتصارات على الحلفاء الغربيين أثناء تحليقه بطائرة مقاتلة مسرشميت مي 262.
وُلِد ويسنبرغر في مولهايم أم ماين في الإمبراطورية الألمانية، وكان طيارًا شراعيًا في شبابه، وتطوع للخدمة في لوفتفافه بألمانيا النازية في عام 1936. بعد التدريب على الطيران، تم إرساله إلى سرب المقاتلات الثقيلة Jagdgeschwader 77 (JG   77 - 77 الجناح المقاتل) في عام 1941. أعلن فوزه الجوي الأول فوق سماء النرويج في 24 أكتوبر 1941. بعد 23 انتصارًا جويًا بمقاتلة جوية ثقيلة، حصل على الصليب الألماني الذهبي بطائرة <i id="mwIA">Jagdgeschwader</i> 5 (JG) الجناح المقاتل رقم 5 في سبتمبر 1942. هناك حصل على وسام الفارس الصليبي الحديدي في 13 نوفمبر 1942 بعد 38 انتصار جوي.
تولى قيادة JG   7 "Nowotny" باعتباره Geschwaderkommodore في يناير 1945، وهي الرتبة الذي شغله حتى نهاية الأعمال العدائية.
قُتل في حادث سباق سيارات في 11 يونيو 1950 في نوربورغرينغ.

## النشأة والمهنية
وُلِد ويسنبرغر، وهو ابن صاحب مشتل، في 21 ديسمبر 1914 في مولهايم أم ماين في دوقية جراند هيس في الإمبراطورية الألمانية.  كان لديه أخ أوتو الذي عمل أيضًا كطيار في لوفتفافه .   كطيار شراعي لدى الرابطة الألمانية للرياضات الجوية ( Deutscher Luftsportverband )، قام برحلته الأولى في 16 نوفمبر 1935. في 20 يوليو 1941 قام بتسجيل رحلته رقم 645 كطيار شراعي، بإجمالي 196 ساعة و46 دقيقة من رحلة عاجزة. وقدمت معظم هذه الرحلات مدرسا على جبالرون وسيليسيا وبافاريا. 

### اقتباسات
1. 1 2 3  Stockert 1997.
2. ↑  Prien 1996، صفحات 89, 337.
3. ↑  Feldwebel Otto Weissenberger, a fighter pilot with IV. Gruppe of Jagdgeschwader 3, was shot down in his فوك وولف فو 190 A-6 (Werknummer 531057—factory number) and قتل في المعركة on 23 March 1944 in the vicinity of Nordick.[2]